# 先天免疫系統
先天免疫系统（innate immune system）又稱固有免疫系统系统、非特异性免疫系统（nonspecific immune system）、非專一性防禦系统，是生物体非特异性、无记忆性，具免疫应答和免疫功能，或病原体防御功能的组织系统，含盖免疫器官和组织、固有免疫细胞和固有免疫分子，以及一系列的物理屏障系统。
先天免疫系统常作为抵御病原体入侵的第一道防线，其细胞或分子会非特异地识别并作用于病原体。与後天免疫系統不同，先天免疫系统不会提供持久的保护性免疫，即不产生免疫记忆，且不历经克隆扩增，而是作为一种迅速的抗感染作用，存在于所有的动物、植物及真菌中。

## 功能
在进化上，先天免疫系统是一种较早产生的机体防御机制。它在植物、真菌、昆虫和比较原始的多细胞生物中占有主要的地位。（参见其他形式的先天免疫系统）
脊椎动物的先天免疫系统的主要功能包括：
- 通过产生包括细胞因子在内的多种化学因子将免疫细胞召集到感染或炎症区域。
- 通过激活补体系统来促进清除死亡细胞或抗体-抗原复合物。
- 利用特化的白细胞来识别和消除在器官、组织、血液和淋巴中出现的外来物质。
- 通过抗原呈現过程来激活后天免疫系统。
- 作为对传染性病原体物理和化学屏障

## 炎症反应
炎症反应(发炎)是免疫系统对感染或刺激的第一个回应。它在由受损细胞所释放的化学因子的刺激下产生，并形成一种防止感染扩散的物理屏障。此外，在清除病原后，炎症反应还可以促进损伤组织的愈合。
在炎症反应中产生多种化学因子，包括组织胺、前列腺素、5-羟色胺、白三烯和缓激肽。这些化学因子可以增强痛觉感受器的敏感度、引发血管舒张、召集吞噬细胞和中性粒细胞。随后，中性粒细胞则通过释放细胞因子来召集其他的白细胞和淋巴细胞。
炎症反应会表现出红、肿、发热、疼痛以及可能发生的相关组织器官的功能失常。相应的拉丁文为rubor,  tumor, calor, dolor, funtio laesa。

## 补体系统
补体系统是免疫系统中的一种生化级联反应。它可以帮助或者“补足”抗体本身清除抗原物质或标记抗原物质以待清除的作用。这种级联反应由多种血浆蛋白的相互作用所完成，这些蛋白由肝脏中的肝细胞所合成。这些蛋白完成的工作包括：
- 触发炎症反应相关细胞的召集。
- 通过调理素或者包被抗原表面来标记抗原，以待其他细胞来消灭。
- 干扰感染细胞的细胞膜，导致细胞溶解。
- 清除抗体-抗原复合物。

补体系统中的各个组成部分具有进化上的保守性，在比哺乳类动物更原始的物种诸如鸟类、鱼类、植物以及部分种类的无脊椎动物都有存在。

## 先天免疫系统的组成

### 皮肤

#### 机械作用
- 皮肤的角化鳞状上皮提供了阻止各种病原体、寄生虫入侵的机械屏障。
- 上皮的自我更新能力也清除了依附其上的微生物。
- 毛囊是相对薄弱的地方，容易招致金黄色葡萄球菌感染，出现疖或痈。

#### 化学作用
- 汗腺分泌的乳酸、脂肪酸营造了一种酸性环境，抑制细菌的生长。

此外，皮肤在特异性免疫中也起重要作用。
由于皮肤是重要的免疫屏障，因此，烧伤、剥脱性皮炎等原因导致大面积皮肤缺失后，患者将面临严重感染的威胁。

### 黏膜

#### 机械作用
- 管腔（如消化道、泌尿道）里流动的体液可以将微生物冲刷到体外。因此，一定程度的腹泻、尿频或咳嗽具有自我保护意义。
- 黏膜分泌黏液，可以黏附各种微生物，阻止它们黏附到上皮细胞。然后借助纤毛摆动、管腔蠕动以及咳嗽等的机械作用，将微生物清除。
- 黏膜的上皮组织也提供一定的机械屏障作用。但黏膜的上皮组织多为单层结构，缺乏角化，机械屏障作用比皮肤弱。

#### 化学作用
- 某些管腔含有的体液具有杀菌物质，如胃腔含有的胃酸可以杀死伤寒杆菌等。
- 黏液含有溶菌酶等多种杀菌物质。

#### 生物拮抗作用
- 有些黏膜表面寄生着正常菌群，可以拮抗病原体的入侵。其机制有：
  - 产生代谢废物：如，阴道乳酸杆菌分解阴道上皮细胞里的糖原，产生乳酸抑制白假丝酵母菌的生长。因此清洁阴道方法不当、长期使用抗生素可导致阴道炎；老年女性阴道上皮萎缩，糖原生成不足，可出现老年性阴道炎。
  - 产生细菌素：如，大肠埃希菌产生大肠杆菌素，可在敏感菌的细胞膜上形成孔洞，破坏细菌的能量代谢。

### 细胞

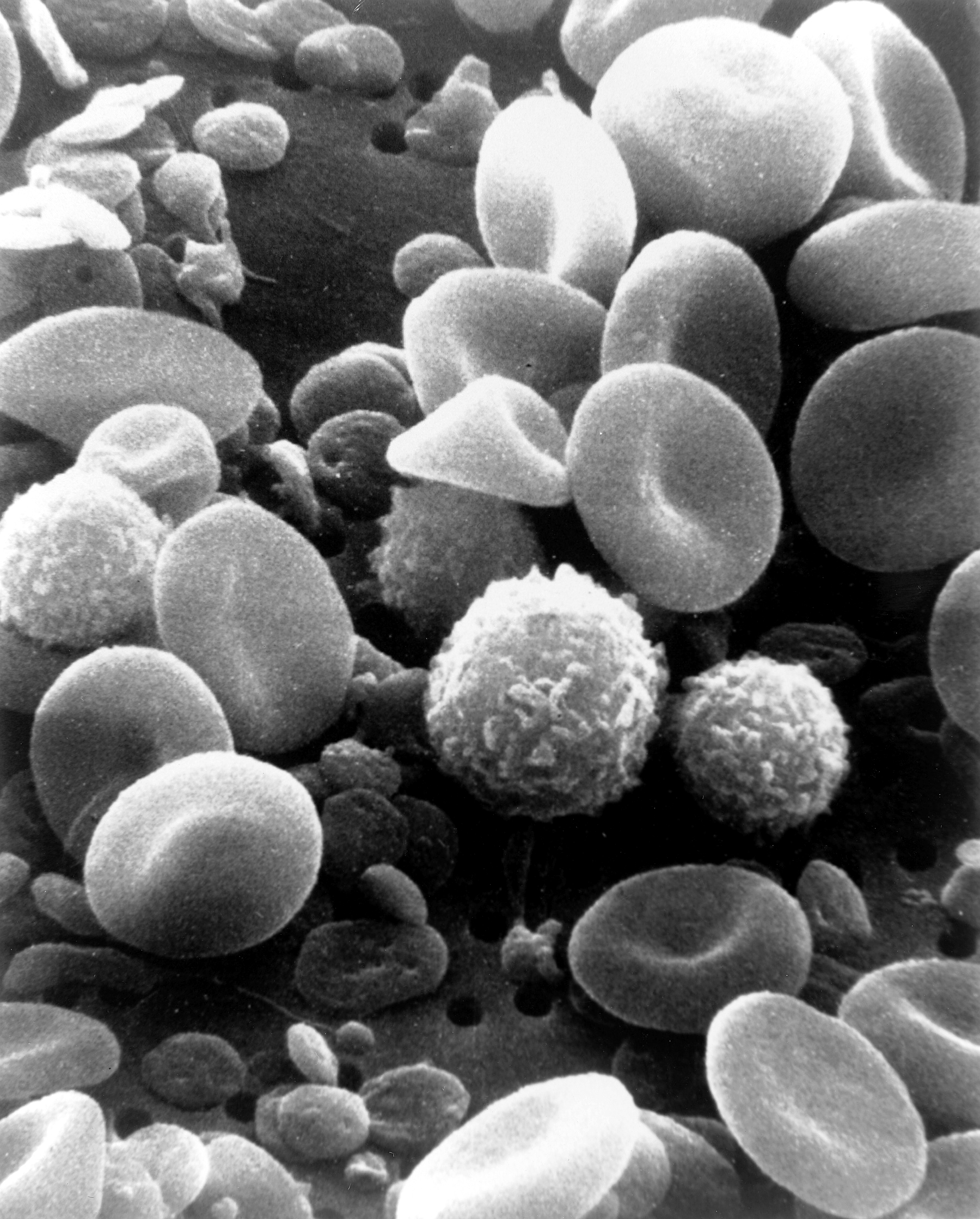
人类血液的扫描电子显微镜成像图片。可见红细胞和一些粗糙的白细胞，包括淋巴细胞、巨噬细胞、中性粒细胞。另外很多的碟形物是血小板。

白细胞，又称白血球，是游离于特定的组织器官之外的独立的细胞。它们的功能更类似于独立的单细胞生物，白细胞可以自由地移动并捕捉细胞碎片、外源颗粒或入侵微生物。与许多其他体细胞不同，白细胞没有自行分裂来达到增殖的能力，而是由骨髓中的多能造血干细胞产生。
先天免疫相关的白细胞包括：自然杀伤细胞(NK細胞)、肥大细胞、嗜酸性球、嗜碱性球、涵盖单核-巨噬细胞与嗜中性球吞噬细胞、树突细胞，以及少部分淋巴细胞（γδ T细胞、B1细胞）。这些细胞的作用在于识别和消灭可能导致感染的病原体。

#### 肥大细胞

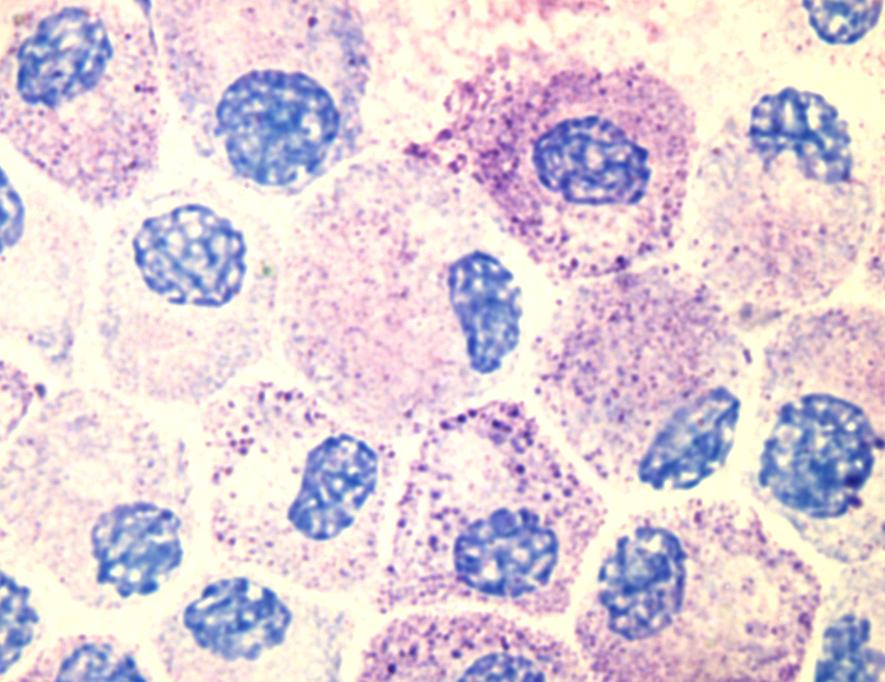
肥大细胞

肥大细胞（英語：mast cells）实际上是存在于结缔组织和黏膜中的先天免疫细胞，它们与抵御抗原和伤口愈合的作用直接相关，同时也和过敏反应有关。当肥大细胞被激活后，会迅速向细胞外释放其含有的特征性的颗粒（富含组织胺和肝素），以及多种体液调节因子、趋化因子、细胞因子。组织胺会扩张血管，导致炎症的特征性反应，并召集中性粒细胞和巨噬细胞。

#### 吞噬细胞
吞噬细胞（英語：phagocytic cells）可以利用胞吞作用吞噬抗原体或其他颗粒。发生作用时，吞噬细胞的细胞膜的局部不断地发生延展和卷曲直到完全裹住胞外的病原体，从而将其转移到胞内。入侵病原体此时被包含在包涵体之中，随后包涵体与溶酶体结合。溶酶体中包含多种的酶和酸性物质，可以杀死并消化病原微生物或颗粒。吞噬细胞通常在体内“巡逻”以搜索抗原，并能够和由其他细胞产生的高度特化的分子信号——细胞因子发生反应。免疫系统中提到的吞噬细胞包括单核-巨噬细胞、中性粒细胞和树突细胞。
在机体正常发育和代谢过程中，这种吞噬作用是很常见的。无论是正常诱导的宿主细胞程序性死亡（也叫做细胞凋亡），抑或由细菌或病毒导致的细胞损伤引起的宿主细胞死亡，吞噬细胞都会负责清除这些死亡的细胞，来保证新的健康细胞的发育和组织的修复。

##### 巨噬细胞

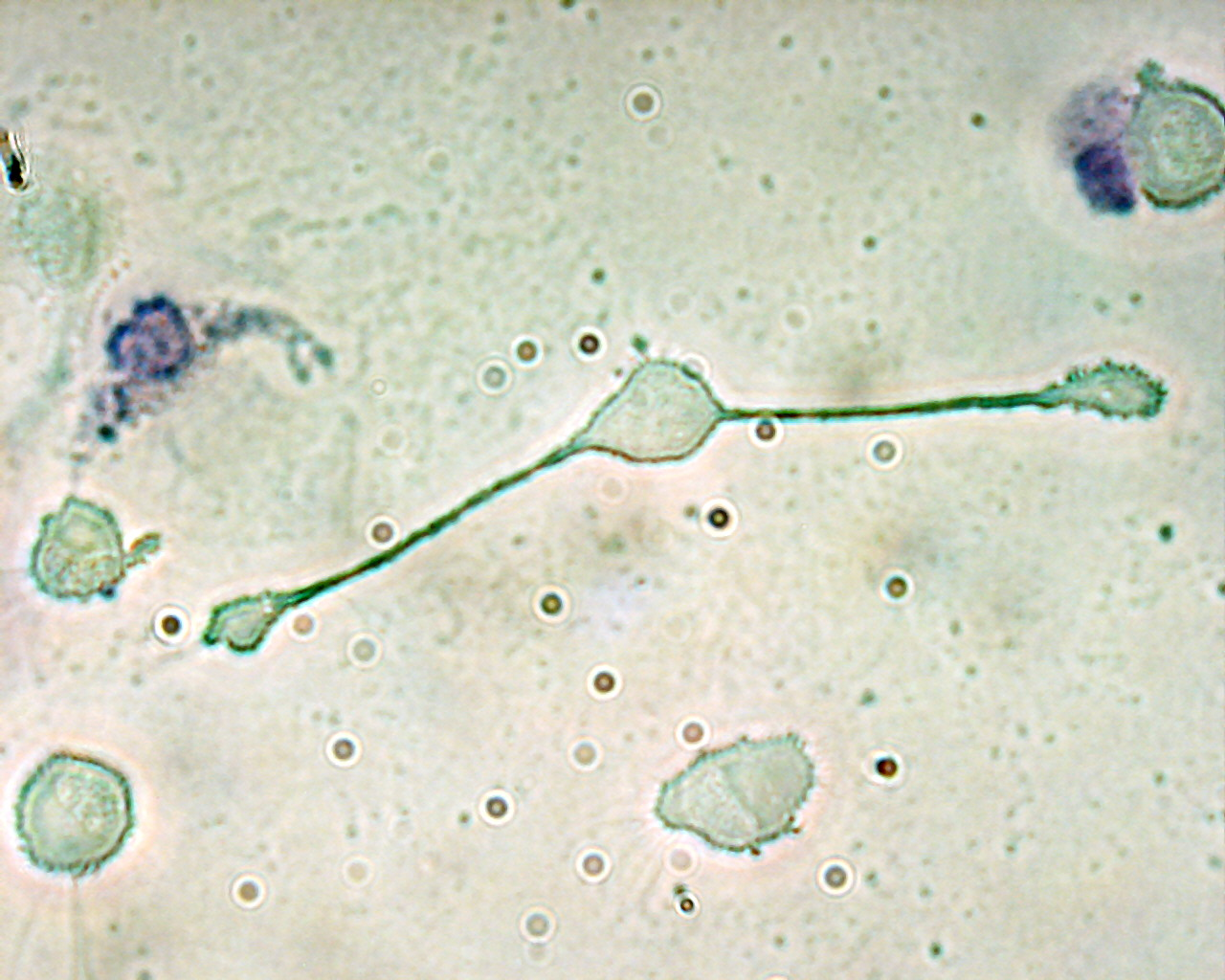
巨噬细胞

巨噬细胞（英語：macrophages）是一种大型白细胞，存在于血管系统中参与循环，也有能力穿过毛细血管的管壁进入到组织间隙中追逐入侵抗原。游走在组织中的巨噬细胞与在血液中的有所不同，称为单核细胞。巨噬细胞作为最有效率的吞噬细胞，可以吞噬相当数量的微生物或其他细胞。
细菌物质分子与巨噬细胞表面的受体的结合会触发巨噬细胞对细菌的包裹作用和杀伤作用。这个过程是通过产生“（呼吸爆发）”的作用，引发活性氧（大多为NO）的释放而发挥作用的。抗原还会刺激巨噬细胞产生趋化因子，使之召唤更多的细胞到感染处来。

##### 嗜中性球

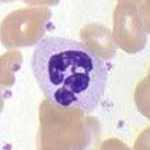
中性粒细胞

因为在细胞质中存在很多颗粒，嗜中性球（英語：neutrophils），全称嗜中性粒细胞，与嗜碱性球、嗜酸性球一起并称粒性白细胞，也称作多形核白细胞（polymorphnuclear cells, PMNs）。中性粒细胞的颗粒中含有多种毒素，可以杀死或抑制细菌、真菌的生长。与巨噬细胞类似，中性粒细胞对抗原的攻击也是由“呼吸爆发”所引发的。嗜中性粒细胞是数量最多的一类吞噬细胞，通常占总循环白细胞的50%到60%，并且通常是最先赶到感染区域的淋巴细胞。正常的成人骨髓一天可以产生超过1000亿个中性粒细胞，急性感染时一天的产量可以超過1兆個。

##### 树突细胞

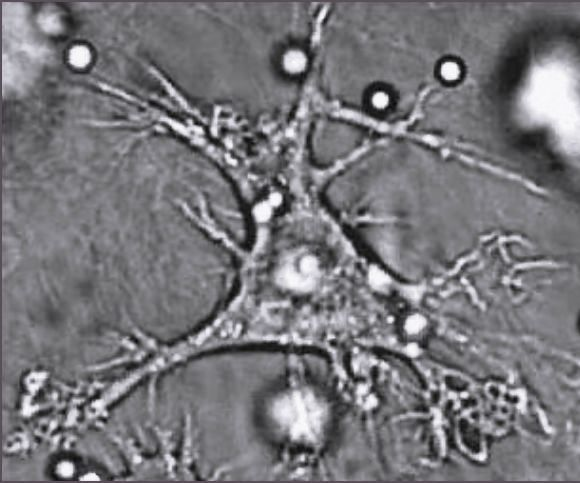
樹突細胞

树突细胞（英語：dendritic cells, DC）是存在于组织中并与外界环境相接触的吞噬细胞，通常存在于皮肤（通常称为郎格罕细胞）、鼻粘膜内侧、肺脏、胃脏和肠道之中。树突细胞的命名是因为它很像神经细胞的树突，但二者没有联系。树突细胞是抗原呈現过程中的重要场所，因此也是连接先天和后天免疫系统的纽带.

#### 嗜酸性球和嗜碱性球

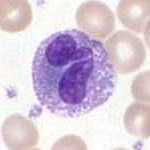
嗜酸性细胞

嗜碱性球（英語：basophils）激活后，释放的组织胺在清除寄生虫的过程中发挥重要作用，并在过敏反应中发挥作用；激活后的嗜酸性球（英語：eosinophils）会分泌多种毒素蛋白和自由基，以有效杀灭细菌和寄生虫，但也在过敏反应中造成严重的组织损伤。因此，二者的激活过程十分复杂，以防止不必要的组织损毁。

#### 自然杀伤细胞
自然杀伤细胞（英語：Natural killer cells），也简称为NK细胞，主要功能为攻击那些被识别为已感染的宿主细胞，但也同时直接攻击入侵的微生物，例如，NK细胞会攻击并摧毁肿瘤细胞和感染病毒的细胞。这种作用是通过所谓的“自失（missing-self）效应”而发生的，这个效是指被病毒感染的宿主细胞会在细胞表面表现出低水平的MHC I。“天然杀伤”体现在其杀伤那些出现“自失效应”的细胞时无需激活。

#### γδ T细胞
γδ T细胞是处在先天和后天免疫之间的细胞。一方面，γδ T细胞因为具有产生T细胞受体时的VDJ重排作用而被认为是后天免疫的一部分；而同时γδ T细胞因为具有通过限定TCR受体或NK受体而产生的模式识别受体而被认为是先天免疫的一部分。它可能与非肽抗原的识别有关。

## 病原特异性
先天免疫系统的不同部分对不同的病原有不同的特异性。
| 病原           | 主要例子                                                          | 吞噬作用                                | 补体系统 | 自然杀伤细胞          |
| -------------- | ----------------------------------------------------------------- | --------------------------------------- | -------- | --------------------- |
| 胞内和胞质病毒 | - 流感 - 腮腺炎 - 麻疹 - 鼻病毒                                   | 有                                      | 无       | 有                    |
| 胞内细菌       | - 李斯特菌 - 军团菌属，军团病 - 分枝杆菌属，结核 - 立克次体，伤寒 | 有 （特别是中性粒细胞，立克次体无作用） | 无       | 有 （立克次体无作用） |
| 胞外细菌       | - 葡萄球菌 - 链球菌 - 奈瑟菌属 - 肠道沙门氏菌                     | 有                                      | 有       | 无                    |
| 胞内原生动物   | - 三日疟原虫 - 利什曼原虫                                         | 无                                      | 无       | 无                    |
| 胞外原生动物   | - 溶组织内阿米巴 - 篮氏贾第鞭毛虫                                 | 有                                      | 有       | 无                    |
| 胞外真菌       | - 假丝酵母属 - 组织胞浆菌属 - 隱球菌屬                            | 无                                      | 有       | 无                    |

## 先天免疫逃避
虽然先天免疫系统的细胞可以有效地阻止细菌在机体内的生长，但是仍有部分病原体成功地进化出了逃避先天免疫反应的机制。
绕过先天免疫系统的逃避策略包括细菌在宿主细胞内完成增殖（如沙门氏菌属），以及在表面产生保护性的荚膜来阻止补体和吞噬细胞的裂解作用（如结核杆菌）杆菌属的物种大多是片利共生菌，构成了哺乳动物肠道菌落的大部分。有的物种（如B. fragilis）是条件致病抗原，会导致腹膜腔的感染。这些物种是通过影响吞噬细胞上诱导包被的抗体或者通过模拟宿主细胞来抑制吞噬作用，使得宿主无法将它们识别为外源物质，从而逃避了先天性免疫的。金黄色葡萄球菌可以抑制吞噬细胞对趋化因子的反应能力；而有的物种诸如结核杆菌、化脓葡萄球菌和Bacillus anthracis则可以直接杀灭吞噬细胞来逃避先天性免疫。
细菌和真菌也可以通过形成复合生物薄膜来保护自己；最近的研究表明这种生物薄膜是多种感染的关键所在，比如以囊肿性纤维化为特征的慢性绿脓杆菌感染。

## 其他形式的先天免疫系统

### 原核生物的宿主防卫系统
细菌（可能还包括其他的原核生物），利用一种叫做限制修饰系统的防卫机制来抵御来自诸如噬菌体等病原的攻击。在此系统中，细菌通过产生限制酶来攻击并摧毁入侵噬菌体的敌对DNA的特定区域。而自身DNA由于甲基化的作用，得以免除遭到限制酶的攻击。值得注意的是，限制酶和限制修饰系统是仅存在于原核生物中的。

### 无脊椎动物的宿主防卫机制
无脊椎动物没有淋巴细胞或基于抗体的体液免疫系统。多能的、后天免疫系统很可能是随着脊椎动物而产生的。然而，无脊椎动物的一些免疫机制却可以看做相应的脊椎动物免疫机制的前身。模式识别受体几乎是被所有生物使用的用来识别与微生物抗原相关的分子的一种受体蛋白。Toll样受体是存在于所有体腔动物（包括人）中的一类主要的模式识别受体。补体系统也是存在于大部分生物体内的级联反应系统。只有少数生物如某些昆虫、蟹和蠕虫会使用一种利用prophenoloxidase的补体系统的类似反应系统。
抗微生物肽是先天免疫反应进化过程中相对保守的成分，在所有生物类别都有抗微生物肽。它起到了无脊椎动物的系统免疫功能，如一些昆虫可以产生防御素和天蚕素。

### 植物的宿主防卫机制
能感染人类的病原生物在分类上处于的纲的很多其他成员都可以感染植物。植物可以通过一系列的复杂代谢反应来形成防御性的化学合成物来抵抗感染或者降低植物对昆虫或食草动物的吸引力。
与无脊椎动物类似，植物既不能产生抗体，也没有T细胞反应，更没有可以通过游走来检测和攻击抗原的细胞。但是，植物却能够做到一些动物罕有的行为来防止感染的扩散，比如隔离或者抛弃那些被感染的部分。
很多植物的免疫反应都包含有遍布植物全身的全身性化学信号。植物通过模式识别受体来检测抗原，并产生基底反应。这个反应产生出的化学信号可以帮助感染隔离作用的产生。当植物的一部分被微生物或者病毒感染后，由特定因子导致的“不兼容反应”使得植物发生局部的超敏反应。并使该处的细胞发生程序性死亡。
“抵抗”蛋白（Resistance proteins, R proteins）是由R基因编码的，广泛存在于植物之中。这种蛋白含有类似于动物先天免疫中模式识别受体和Toll样受体的结构域。植物的系统获得性抵抗（systemic acquired resistance, SAR）通过释放多种化学信使，可以使整个植株获得广谱的抵抗能力。有些化学信使会传遍整个植株，从而使未感染区域产生防卫性的复合物。另外利用RNA干扰机制，植物可以抑制病毒的增殖。

## 外部連結

流程图显示了先天免疫系统的概要

- InnateDB（页面存档备份，存于）, database of proteins and their interactions in innate immune system